# Schwanenteich (Gießen)

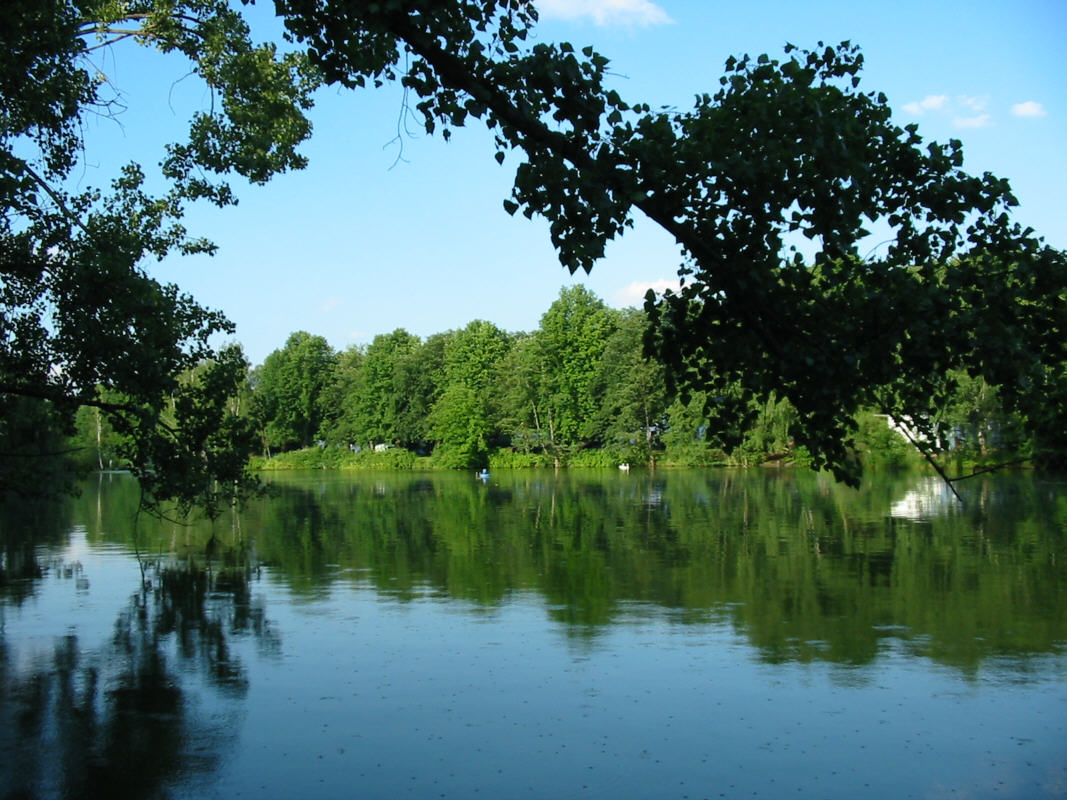
Schwanenteich

Der Schwanenteich ist ein Binnengewässer im umgebenden Stadtpark Wieseckaue in Gießen.

## Lage und Gestalt
Der Schwanenteich liegt in der Mitte der ca. 35 Hektar großen Wieseckaue, eines weitläufigen Auenlandes und Stadtparks. Der Park, in dem sich das Gewässer befindet, liegt nordöstlich des Stadtzentrums und erstreckt sich entlang der Wieseck, eines kleinen Flusses, der das Gebiet durchzieht. Der Schwanenteich ist eine in den 1960er Jahren geschaffene Wasserfläche mit unregelmäßiger, naturnaher Form. Er ist von Grünflächen, Gehwegen und Sitzbereichen umgeben, die den Besuchern vielfältige Möglichkeiten zur Erholung bieten.

## Geschichte
Der den Schwanenteich umgebende Park, dessen Ursprünge auf die 1930er Jahre zurückgehen, war ursprünglich als Exerzierplatz für das Militär gedacht und wurde dementsprechend militärisch exakt und gradlinig angelegt. Damals wurde der 640 Meter lange und bis 60 Meter breite Schwanenteich angelegt. Über die Jahrzehnte hinweg hat sich die Wieseckaue von einem militärischen Übungsplatz zu einem beliebten städtischen Naherholungsgebiet gewandelt. Das Gebiet wurde im Jahr 1965 stark verändert, als die Stadt Gießen begann, den Bereich in einen Stadtpark nach Plänen von Günther Grzimek umzuwandeln. Dabei wurde auch der Schwanenteich angelegt, der sich zu einem zentralen Element des Parks entwickelte. Im Zuge der Landesgartenschau Gießen 2014 wurden beiden Wasserflächen „Schwanenteich“ (im Süden) und „Neuer Teich“ (im Norden) zu einem „Wissenschafts-Garten“ weiterentwickelt. Heute umfasst das Gelände mehrere Freizeit- und Erholungsflächen, darunter Spiel-Schollen, einen Skatepark, Trainingsstationen, einen Spielplatz, einen Tennisplatz, ein Basketballfeld und eine Strandbar. Im Jahr 2023 verlor der Schwanenteich erheblich an Wasser, so dass er zeitweise sogar trocken fiel. Dies hatte Auswirkungen nicht nur auf die Landschaftsästhetik, sondern In Gestalt eines massiven Fischsterben auch auf die Ökologie.

## Ökologische Bedeutung
Neben seiner Funktion als Freizeitpark spielt die Wieseckaue auch eine wichtige Rolle für die lokale Flora und Fauna. Der Schwanenteich und die umgebenden Grünflächen bieten Lebensraum für zahlreiche Tier- und Pflanzenarten. 